# Jocelyn Gordon Whitehead
Jocelyn Gordon Whitehead (geboren 25. November 1895; gestorben 5. Juli 1954 in Montreal) war ein ehemaliger Student der McGill University und Boxer, der für den Tod des Zauberkünstlers Harry Houdini verantwortlich gemacht wurde.
Zu Houdinis Stunts gehörte es, dass er sich in den Bauch schlagen ließ, ohne sich, aufgrund seiner Bauchmuskulatur, davon beeindrucken zu lassen. Die Aussage Whiteheads ist überliefert. Am 22. Oktober 1926 suchten Jocelyn Gordon Whitehead und Samuel J. Smilovitz Houdini in den Umkleideräumen des Princess Theaters in Montreal auf. Whitehead berichtet, er habe Houdini einen  leichteren Schlag und nach Houdinis Aufforderung einen schwereren Schlag in den Bauch in der linken Hälfte oberhalb des Bauchnabels versetzt. Houdini verstarb am 31. Oktober 1926 an den Folgen einer durchbrochenen Blinddarmentzündung.
Whitehead wurde nie angeklagt. Er unterzeichnete jedoch ein Schuldeingeständnis, so dass die Witwe Houdinis, Bess, von der Versicherung 50.000 statt 25.000 USD erhalten konnte.
Er ist auf dem Hawthorn-Dale Cemetery in Montreal bestattet (Lot 188, Grave 75).